# Eburodacrys coalescens
Eburodacrys coalescens es una especie de escarabajo longicornio del género Eburodacrys, tribu Eburiini, subfamilia Cerambycinae. Fue descrita científicamente por Bates en 1884.

## Descripción
Mide 12,72 milímetros de longitud.

## Distribución
Se distribuye por Colombia, Costa Rica, Guatemala, Honduras, México, Nicaragua y Panamá.